# Polen beim Junior Eurovision Song Contest
Teilnehmende Rundfunkanstalt

Erste Teilnahme
2003
Anzahl der Teilnahmen
11 (Stand 2024)
Höchste Platzierung
1 (2018, 2019)
Höchste Punktzahl
278 (2019)
Niedrigste Punktzahl
3 (2003, 2004)
Punkteschnitt (seit erstem Beitrag)
112,43 (Stand 2020)
Punkteschnitt pro abstimmendem Land im 12-Punkte-System
0,19 (Stand 2004)
Dieser Artikel befasst sich mit der Geschichte Polens als Teilnehmer am Junior Eurovision Song Contest.

## Teilnahme am Wettbewerb
Trotz eines drei Jahre dauernden Vertrages mit der EBU nahm Polen nach dem JESC 2004 nicht mehr teil, vor allem weil man bei den beiden Teilnahmen Letzter geworden war und in beiden Jahren nur drei Punkte erhielt. 2008 wollte man mit einem Teilnehmer der Show Mini szansa zurückkehren, entschied sich aber letztlich gegen die Teilnahme. Im September 2016 bestätigte man, dass man nach einer elfjährigen Pause wieder zum Wettbewerb zurückkehren würde und erreichte Platz elf von 17. 2017 konnte man erstmals die ersten zehn mit einem achten Platz erreichen, ehe man 2018 dann mit 215 Punkten zum ersten Mal die Veranstaltung gewinnen konnte.
Ein Jahr später fand der JESC dann erstmals in Polen statt. Hier gewann Polen erneut und konnte mit 278 Punkten sogar den eigenen Punkterekord brechen. Damit ist Polen das erste Land, welches den JESC zweimal hintereinander gewann und einen Heimsieg verbuchen konnte. Durch die erneute Austragung 2020, wenn auch unter Corona-Bedingungen, ist Polen gleichzeitig auch das erste Land, das den Wettbewerb zweimal hintereinander veranstaltet hat. Als Gastgeber 2020 verbuchte man dann mit Platz 9 von 12 allerdings nur eine Platzierung im unteren Feld. Jedoch war die Gesamtteilnehmerzahl beim Wettbewerb 2020 deutlich geringer, womit man so gesehen einen Platz unter den ersten 10 erzielen konnte. Im Folgejahr 2021 erreichte man mit nur acht Punkten hinter der Siegerin aus Armenien einen erfolgreichen zweiten Platz. 2022 erreicht man nur Platz 10.
Trotz der langen Abwesenheit und den zwei letzten Plätzen zählt Polen zu den erfolgreichsten Ländern beim Junior Eurovision Song Contest.

## Liste der Beiträge
| Jahr      | Interpret                | Titel (Musik / Text) | Sprache                  | Übersetzung                  | Platz Teilnehmer (gesamt) | Punkte                   |
| --------- | ------------------------ | --- | ------------------------ | ---------------------------- | ------------------------- | ------------------------ |
| 2003      | Katarzyna Żurawik        | Coś mnie nosi (Katarzyna Żurawik)                                                                                             | Polnisch                 | Etwas sagt mir               | 16 / 16                   | 3                        |
| 2004      | KWADro                   | Łap życie (KWADro (Dominika Rydz, Kamila Piatkowska, Weronika Bochat, Anna Klamczynska))                                      | Polnisch                 | Fang das Leben               | 18 / 18                   | 3                        |
| 2005-2015 | Auf Teilnahme verzichtet | Auf Teilnahme verzichtet | Auf Teilnahme verzichtet | Auf Teilnahme verzichtet     | Auf Teilnahme verzichtet  | Auf Teilnahme verzichtet |
| 2016      | Olivia Wieczorek         | Nie zapomnij (Piotr Rubik / Dominik Grabowski)                                                                                | Polnisch, Englisch       | Vergiss nicht                | 11 / 17                   | 60                       |
| 2017      | Alicja Rega              | Mój dom (Marek Kościkiewicz)                                                                                                  | Polnisch                 | Mein Haus                    | 8 / 16                    | 138                      |
| 2018      | Roksana Węgiel           | Anyone I Want To Be (M. Cottone, N. Duvall, Cutfather, P. Wallevik, D. Davidsen / M. Uściłowska, P. Kumór)                    | Polnisch, Englisch       | Jeder, der ich sein möchte   | 1 / 20                    | 215                      |
| 2019      | Viki Gabor               | Superhero (Małgorzata Uściłowska, Patryk Kumór, Dominic Buczkowski-Wojtaszek)                                                 | Polnisch, Englisch       | Superheld                    | 1 / 19                    | 278                      |
| 2020      | Alicja Tracz             | I'll Be Standing (Andrzej Gromala, Sara Chmiel-Gromala)                                                                       | Polnisch, Englisch       | Ich werde stehen             | 9 / 12                    | 90                       |
| 2021      | Sara James               | Somebody (Patryk Kumor, Dominic Buczkowski-Wojtaszek, Jan Bielecki; Patryk Kumor, Tom Martin)                                 | Polnisch, Englisch       | Jemand                       | 2 / 19                    | 218                      |
| 2022      | Laura                    | To The Moon (Jakub Krupski, Monika Wydrzynska)                                                                                | Polnisch, Englisch       | Zum Mond                     | 10 / 16                   | 95                       |
| 2023      | Maja Krzyżewska          | I Just Need A Friend (Dominic Buczkowski-Wojtaszek, Maria Dzięcielak, Carla Fernandez, Patryk Kumór, Piotr Zborowik, Marissa) | Polnisch, Englisch       | Ich brauche nur einen Freund | 6 / 16                    | 124                      |
| 2024      | Dominik Arim             | All Together (Sławomir Sokołowski, Aldona Dąbrowska)                                                                          | Polnisch, Englisch       | Alle zusammen                | 12 / 17                   | 61                       |

## Vorentscheide
Polen wählte seinen Beitrag 2003 und 2004 mit einem nationalen Vorentscheid, dem Junior Eurosong. Auch 2016 und 2017 veranstaltete man nach Rückkehr einen nationalen Vorentscheid mit dem Namen Eurowizja dla Juniorów. 2018 wurde die Teilnehmerin erstmals intern gewählt, in diesem Fall die erste Siegerin von The Voice Kids Poland. 2019 kam erstmals das mehrstufige Format Szansa na sukzes zum Einsatz, welches auch für 2020, 2021, 2022 und 2023, 2024 verwendet wurde.
Farblegende:
 Interpret hat sich für das Finale bzw. für die zweite Runde des Finals qualifiziert.
 Interpret hat das „Goldene Ticket“ für die Qualifikation für das Finale erhalten.
 Interpret hat eine lobende Erwähnung erhalten.

### Szansa na sukzes 2019
Die polnische Vorauswahl für den Junior Eurovision Song Contest 2019 fand vom 6. September bis 27. September 2019 statt. Die Jury bestand bei jeder Show aus anderen Mitgliedern. Viki Gabor gewann den Wettbewerb mit ihrem Lied Superhero.

#### Halbfinals
| Startnr. | Erstes Halbfinale  | Erstes Halbfinale            | Zweites Halbfinale           | Zweites Halbfinale     | Drittes Halbfinale | Drittes Halbfinale  |
| Startnr. | Interpret          | Cover                        | Interpret                    | Cover                  | Interpret          | Cover               |
| -------- | ------------------ | ---------------------------- | ---------------------------- | ---------------------- | ------------------ | ------------------- |
| 1        | Swietłana Boguska  | Laleczka z saskiej porcelany | Maksymilian Wysocki          | Buena                  | Karolina Bajer     | Maxi singiel        |
| 2        | Nikola Fiedor      | Od rana mam dobry humor      | Marianna Józefina Piątkowska | Do nieba               | Adam Bartkiewicz   | Nasz Disneyland     |
| 3        | Piotr Klima        | A ja wolę moją mamę          | Wiktoria Gabor               | You May Be in Love     | Anna Chwałczyńska  | Ocean wspomnień     |
| 4        | Zofia Szuca        | Najpiękniejsza w klasie      | Oliwia Kopiec                | To ty                  | Eryk Waszczuk      | O-la-la             |
| 5        | Amelia Kurantowicz | Margarita                    | Krzysztof Kwaśny             | Czas nie będzie czekał | Gabriela Katzer    | Panorama tatr       |
| 6        | Maja Mazurek       | Wszystkie dzieci nasze są    | Oliwia Stefanowska           | Zapamiętaj             | Natasza Sieradzka  | Pocztówka z wakacji |
| 7        | Maciej Golian      | Na raz, na dwa               | Zuzanna Janik                | Kochamy siebie         | Zofia Kwaśna       | Naj – story         |

#### Finale
| Platz | Startnr. | Startnr.  | Interpret       | Cover               | JESC-Song                                                                     | Punkte | Punkte     | Gesamt |
| Platz | Cover    | JESC-Song | Interpret       | Cover               | JESC-Song                                                                     | Jury   | Televoting | Gesamt |
| ----- | -------- | --------- | --------------- | ------------------- | ----------------------------------------------------------------------------- | ------ | ---------- | ------ |
| 1.    | 2        | 5         | Viki Gabor      | Zapamiętaj          | Superhero (Małgorzata Uściłowska, Patryk Kumór, Dominic Buczkowski-Wojtaszek) | 5      | 5          | 10     |
| 2.    | 1        | 6         | Nikola Fiedor   | A Ja Wolę Moją Mamę | Bubbles In My Head (N.N.)                                                     | 3      | 3          | 6      |
| 3.    | 3        | 4         | Gabriela Katzer | Maxi Singiel        | On My Own (N.N.)                                                              | 1      | 1          | 2      |

### Szansa na sukzes 2020
Die polnische Vorauswahl für den Junior Eurovision Song Contest 2020 fand vom 6. September bis 27. September 2020 statt. Die Jury bestand bei jeder Show aus anderen Mitgliedern. Ala Tracz gewann den Wettbewerb mit ihrem Lied I'll Be Standing.

#### Halbfinals
| Startnr. | Erstes Halbfinale    | Erstes Halbfinale                  | Zweites Halbfinale  | Zweites Halbfinale       | Drittes Halbfinale  | Drittes Halbfinale      |
| Startnr. | Interpret            | Cover                              | Interpret           | Cover                    | Interpret           | Cover                   |
| -------- | -------------------- | ---------------------------------- | ------------------- | ------------------------ | ------------------- | ----------------------- |
| 1        | Gabriela Łukasik     | Superhero                          | Aleksandra Kędra    | Perfect                  | Alicja Tracz        | Kolorowy wiatr          |
| 2        | Mikołaj Gajowy       | Niech mówią, że to nie jest miłość | Natalia Kosmowska   | Can't Stop The Feeling!  | Lena Małodzińska    | Mam tę moc              |
| 3        | Lena Marzec          | Andromeda                          | Sandra Wawer        | No Roots                 | Szymon Lubicki      | Ani słowa               |
| 4        | Aurelia Radecka      | Getaway                            | Maja Biernat        | Hold Back The River      | Antonina Piotrowska | Ty druha we mnie masz   |
| 5        | Hanna Dzieniewicz    | Nie zapomnij                       | Agata Serwin        | What Makes You Beautiful | Konrad Repiński     | Większy świat           |
| 6        | Antonina Biesiadecka | Król                               | Zuzanna Darnikowska | Be The One               | Anna Laskowska      | Miłość rośnie wokół nas |
| 7        | Amelia Karczewska    | Psalm dla Ciebie                   | Maja Janowska       | Budapest                 | Dominika Głąb       | Pół kroku stąd          |

#### Finale
| Platz | Startnr. | Startnr.  | Interpret    | Cover                   | JESC-Song                                               | Punkte | Punkte     | Gesamt |
| Platz | Cover    | JESC-Song | Interpret    | Cover                   | JESC-Song                                               | Jury   | Televoting | Gesamt |
| ----- | -------- | --------- | ------------ | ----------------------- | ------------------------------------------------------- | ------ | ---------- | ------ |
| 1.    | 3        | 6         | Ala Tracz    | Mam tę moc              | I'll Be Standing (Andrzej Gromala, Sara Chmiel-Gromala) | 5      | 5          | 10     |
| 2.    | 1        | 4         | Lena Marzec  | Superhero               | You And Me (Andrzej Gromala, Sara Chmiel-Gromala)       | 3      | 3          | 6      |
| 3.    | 2        | 5         | Agata Serwin | Can't Stop The Feeling! | What I'm Made Of (Andrzej Gromala, Sara Chmiel-Gromala) | 1      | 1          | 2      |

### Szansa na sukzes 2021
Die polnische Vorauswahl für den Junior Eurovision Song Contest 2021 fand vom 5. September bis 26. September 2021 statt. Die Jury bestand bei jeder Show aus anderen Mitgliedern. Sara James gewann den Wettbewerb mit ihrem Lied Somebody.

#### Halbfinals
| Startnr. | Erstes Halbfinale     | Erstes Halbfinale       | Zweites Halbfinale       | Zweites Halbfinale           | Drittes Halbfinale   | Drittes Halbfinale      |
| Startnr. | Interpret             | Cover                   | Interpret                | Cover                        | Interpret            | Cover                   |
| -------- | --------------------- | ----------------------- | ------------------------ | ---------------------------- | -------------------- | ----------------------- |
| 1        | Zuzanna Gajor         | Anyone I Want To Be     | Patrycja Wsół            | Kaczka Dziwaczka             | Julia Bieniek        | Dancing Queen           |
| 2        | Gabriela Frątczak     | If I Were Sorry         | Miłosz Świetlik Skierski | Meluzyna                     | Natalia Smaś         | My Heart Will Go On     |
| 3        | Marysia Stachera      | Arcade                  | Lena Tylus               | Jak rozmawiać trzeba z psem  | Kornelia Wodka       | A New Day Has Come      |
| 4        | Idalia Orman-Borucka  | Superhero               | Maria Chwastek           | Witajcie w naszej bajce      | Lena Mrówczyńska     | The Winner Takes It All |
| 5        | Paulina Ładosz        | Fairytale               | Laura Rumpel             | ZOO                          | Sara Egwu-James      | That's The Way It Is    |
| 6        | Emilia Zuzanna Głodek | I'll Be Standing        | Grzegorz Stachera        | Na wyspach Bergamutach       | Michelle Bednarowska | Waterloo                |
| 7        | Krystian Gizicki      | Save Your Kisses For Me | Julia Kołodziejak        | Z poradnika młodego zielarza | Martyna Kaczmarek    | Mamma Mia               |

#### Finale
| Platz | Startnr. | Startnr.  | Interpret                | Cover                  | JESC-Song                                                                                     | Punkte | Punkte     | Gesamt |
| Platz | Cover    | JESC-Song | Interpret                | Cover                  | JESC-Song                                                                                     | Jury   | Televoting | Gesamt |
| ----- | -------- | --------- | ------------------------ | ---------------------- | --------------------------------------------------------------------------------------------- | ------ | ---------- | ------ |
| 1.    | 1        | 4         | Sara James               | My Heart Will Go On    | Somebody (Patryk Kumor, Dominic Buczkowski-Wojtaszek, Jan Bielecki; Patryk Kumor, Tom Martin) | 5      | 5          | 10     |
| 2.    | 2        | 5         | Miłosz Świetlik Skierski | Na wyspach Bergamutach | Open Wide (Andrzej Gromala, Sara Chmiel-Gromala)                                              | 3      | 1          | 4      |
| 3.    | 3        | 6         | Marysia Stachera         | Anyone I Want To Be    | One World Of Colors (Andrzej Gromala, Sara Chmiel-Gromala)                                    | 1      | 3          | 4      |

### Szansa na sukzes 2022
Die polnische Vorauswahl für den Junior Eurovision Song Contest 2022 fand vom 4. September bis 25. September 2022 statt. Die Jury bestand bei jeder Show aus anderen Mitgliedern. Zum ersten Mal in der Geschichte der Vorauswahl hatten sich im ersten Halbfinale zwei Interpreten für das Finale qualifiziert, da ein Interpret das „Goldene Ticket“ erhalten hatte, somit nahmen auch zum ersten Mal vier Interpreten am Finale teil. Außerdem wurde das Finale in zwei Runden aufgeteilt, in der ersten Runde sangen die Finalisten Cover-Songs, dabei qualifizierten sich zwei Interpreten für die zweite Runde, wo diese ihren JESC-Song vorstellten. Laura Bączkiewicz gewann den Wettbewerb mit ihrem Lied To The Moon.

#### Halbfinals
| Startnr. | Erstes Halbfinale      | Erstes Halbfinale | Zweites Halbfinale | Zweites Halbfinale  | Drittes Halbfinale       | Drittes Halbfinale      |
| Startnr. | Interpret              | Cover             | Interpret          | Cover               | Interpret                | Cover                   |
| -------- | ---------------------- | ----------------- | ------------------ | ------------------- | ------------------------ | ----------------------- |
| 1        | Laura Bączkiewicz      | Run               | Kornelia Sadowska  | Superhero           | Kinga Kipigroch          | Euphoria                |
| 2        | Zofia Tofiluk          | Hold My Hand      | Amelia Borkowska   | I’ll Be Standing    | Julia Kowalska           | Arcade                  |
| 3        | Natalia Smaś           | Easy On Me        | Zosia Szuca        | Somebody            | Ida Wargskog             | If I Were Sorry         |
| 4        | Helena Włodarczyk      | Diamonds          | Aleksander Maląg   | Mój dom             | Beniamin Nawrock         | Fairytale               |
| 5        | Iga Kaczyńska          | Dynamite          | Julia Kostyła      | Anyone I Want To Be | Aleksander Szwarnowiecki | Waterloo                |
| 6        | Anastazja Broniszewska | Wonder            | Lena Wójcicka      | Share The Joy       | Antonina Kraszewska      | Save Your Kisses For Me |
| 7        | Elena Popowicz         | Rain On Me        | Victoria Konys     | Move The World      | Alicja Smyk              | Light Me Up             |

#### Finale
| Platz | Startnr. | Startnr.  | Interpret         | Cover        | JESC-Song                                                | Punkte                                        | Punkte                                        | Gesamt                                        |
| Platz | Cover    | JESC-Song | Interpret         | Cover        | JESC-Song                                                | Jury                                          | Televoting                                    | Gesamt                                        |
| ----- | -------- | --------- | ----------------- | ------------ | -------------------------------------------------------- | --------------------------------------------- | --------------------------------------------- | --------------------------------------------- |
| 1.    | 4        | 1         | Laura Bączkiewicz | Hold My Hand | To The Moon (Jakub Sebastian Krupski, Monika Wydrzyńska) | 10                                            | 10                                            | 20                                            |
| 2.    | 3        | 2         | Aleksander Maląg  | Somebody     | On My Way (TBA)                                          | 8                                             | 8                                             | 16                                            |
| –     | 1        | –         | Natalia Smaś      | Rain On Me   | Interpreten schieden in der ersten Runde aus.            | Interpreten schieden in der ersten Runde aus. | Interpreten schieden in der ersten Runde aus. | Interpreten schieden in der ersten Runde aus. |
| –     | 2        | –         | Ida Wargskog      | Arcade       | Interpreten schieden in der ersten Runde aus.            | Interpreten schieden in der ersten Runde aus. | Interpreten schieden in der ersten Runde aus. | Interpreten schieden in der ersten Runde aus. |

## Ausgetragene Wettbewerbe
| Jahr | Stadt    | Austragungsort | Moderation                                                |
| ---- | -------- | -------------- | --------------------------------------------------------- |
| 2019 | Gliwice  | Arena Gliwice  | Ida Nowakowska, Aleksander Sikora & Roksana Węgiel        |
| 2020 | Warschau | TVP-Studios    | Ida Nowakowska, Rafał Brzozowski & Małgorzata Tomaszewska |

## Punktevergabe
Folgende Länder erhielten die meisten Punkte von oder vergaben die meisten Punkte an Polen:
| Die meisten vergebenen Punkte | Die meisten vergebenen Punkte | Die meisten vergebenen Punkte |
| Platz                         | Land                          | Punkte                        |
| ----------------------------- | ----------------------------- | ----------------------------- |
| 1                             | Spanien                       | 20                            |
| 2                             | Kroatien                      | 17                            |
| 2                             | Vereinigtes Königreich        | 17                            |
| 4                             | Belarus                       | 15                            |
| 5                             | Dänemark                      | 13                            |

| Die meisten erhaltenen Punkte | Die meisten erhaltenen Punkte | Die meisten erhaltenen Punkte |
| Platz                         | Land                          | Punkte                        |
| ----------------------------- | ----------------------------- | ----------------------------- |
| 1                             | Malta                         | 50                            |
| 2                             | Serbien                       | 36                            |
| 3                             | Niederlande                   | 35                            |
| 3                             | Ukraine                       | 35                            |
| 5                             | Albanien                      | 31                            |

Stand: 2004